# Laura Hidalgo
Pour les articles homonymes, voir Hidalgo.
Laura Hidalgo, née le 1er mai 1927 à Chișinău et morte le 18 novembre 2005 à San Diego en Californie, est une actrice argentine, originaire de Roumanie.

## Biographie
Née en Roumanie sous le nom Pesea Faerman Postolow, sa famille émigre en 1931 en Argentine où elle grandit. Elle apparaît dans seize films au Mexique, en Argentine et en Espagne. Elle est souvent comparée à Hedy Lamarr à qui elle ressemble. En 1954 elle est nommée pour un  Ariel Award de la meilleure actrice pour son rôle dans Las tres perfectas casadas. Elle se marie en 1950 avec l'acteur espagnol Narciso Ibáñez Menta, puis se retire en 1958 après son mariage avec l'architecte mexicain Manuel Rosen, s'installe à Mexico, et ultérieurement se rend en Californie .

## Filmographie
- 1948 : Su última pelea
- 1950 : Cinco grandes y una chica : Norma
- 1950 : El morocho del Abasto: La vida de Carlos Gardel
- 1950 : Juan Mondiola
- 1951 : Derecho viejo
- 1952 : The Tunnel : María Iribarne
- 1952 : La bestia debe morir  : Linda Lawson
- 1953 : Las tres perfectas casadas : Ada
- 1953 : The Orchid
- 1953 : Black Ermine
- 1954 : María Magdalena
- 1954 : Caídos en el infierno : Wanda
- 1955 : El tren expreso : Andrea
- 1956 : Au-delà de l'oubli (Más allá del olvido) de Hugo del Carril : Blanca / Mónica
- 1957 : Las campanas de Teresa
- 1958 : La mafia del crimen